# Blackpool (borough)
Blackpool – dystrykt typu unitary authority obejmujący większą część hrabstwa ceremonialnego Lancashire, w Anglii. W 2011 roku dystrykt liczyła 142 065 mieszkańców. W 1998 roku stał się unitary authority.

## Dzielnice
Anchorsholme, Bispham, Bloomfield, Brunswick, Claremont, Clifton, Greenlands, Hawes Side, Highfield, Ingthorpe, Layton, Marton, Norbreck, Park, Squires Gate, Stanley, Talbot, Tyldesley, Victoria, Warbreck i Waterloo.